# Antisymetrická relace

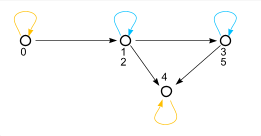
Příklad slabě antisymetrické relace

Binární relace {\displaystyle R} na množině {\displaystyle M}, ve které vztah {\displaystyle aRb} a zároveň {\displaystyle bRa} (neboli {\displaystyle (a,b)\in R\land (b,a)\in R}) neplatí
- pro žádné {\displaystyle a\neq b}, se nazývá antisymetrická nebo též slabě antisymetrická.[1][2]
- pro vůbec žádné {\displaystyle a,b}, se nazývá silně antisymetrická nebo též asymetrická.[2]

„Silně antisymetrická“ tedy znamená „slabě antisymetrická a zároveň ireflexivní“. Slovo „slabě“ se vynechává tam, kde nehrozí nedorozumění: u ireflexivních relací, kde pojem silné a slabé antisymetrie značí totéž, nebo naopak u reflexivních relací, které nikdy nemohou být silně antisymetrické (s výjimkou prázdné relace na prázdné množině).
Např. na přirozených číslech
- Relace {\displaystyle |a-b|<=1}, tj. „čísla jsou si rovna nebo spolu sousedí“ není ani slabě antisymetrická, neboť do této relace patří jak dvojice {\displaystyle (1,2)}, tak {\displaystyle (2,1)}. Jinými slovy, čísla {\displaystyle a} a {\displaystyle b} jsou spolu v relaci „obousměrně“.
- Běžná neostrá nerovnost {\displaystyle a\leq b} je slabě antisymetrická: pokud např. {\displaystyle 3\leq 5}, nemůže zároveň platit {\displaystyle 5\leq 3}. Ovšem není silně antisymetrická, protože je reflexívní: {\displaystyle 3\leq 3}.
- Běžná ostrá nerovnost {\displaystyle a<b} je příkladem silně antisymetrické relace.

Typickým příkladem antisymetrických relací jsou 
- Neostrá částečná uspořádání neboli reflexivní antisymetrické a tranzitivní binární relace.
- Ostrá částečná uspořádání neboli ireflexivní antisymetrické a tranzitivní binární relace.

Slabá antisymetrie není opakem symetrie {\displaystyle (a\mathbf {R} b\Rightarrow b\mathbf {R} a)}. Existují relace, které jsou jak symetrické, tak slabě antisymetrické (rovnost), existují i relace, které nejsou ani symetrické, ani slabě antisymetrické (dělitelnost v okruhu celých čísel), existují relace, které jsou symetrické, ale nejsou slabě antisymetrické (dělení modulo p, kde p je prvočíslo), a existují relace, které nejsou symetrické, ale jsou slabě antisymetrické („je menší nebo rovno“).